# Джибеллина
Джибеллина (итал. Gibellina), или Джиббиддина (сиц. Gibbiddina) — город и коммуна в Италии. Располагается в регионе Сицилия. Подчиняется административному центру Трапани.
Население составляет 4675 человек. Плотность населения составляет 104 чел./км². Занимает площадь 45 км². Почтовый индекс — 91024. Телефонный код — 0924.
Покровителем населённого пункта считается святой Рох. Праздник ежегодно празднуется 16 августа.

## История
Джибеллина была разрушена землетрясением 1968 года. Новая Джибеллина (итал. Gibellina Nuova) была построена в 20 км от старой. В проектировании города принимали участие многие известные художники и архитекторы Италии, однако, без общего градостроительного замысла. В результате архитектура нового города носит эклектичный характер.
Руины Джибеллины (итал. Ruderi di Gibellina), как теперь называют развалины старого города, были оставлены нетронутыми. Художник Альберто Бурри (итал. Alberto Burri) полностью покрыл руины бетоном, при этом сохранив формы зданий и городского пейзажа. Кроме того, итальянский скульптор Пьетро Консагра (итал. Pietro Consagra) и сенатор Людовико Коррао (итал. Ludovico Corrao) сформировали музей под открытым небом со скульптурой «Ворота в Беличе» (итал. Porta del Belice) у входа. На смертном одре в июле 2005 года скульптор выразил желание быть похороненным в родном городе Джибеллина.
31 октября 2024 года город избран  столицей современного искусства Италии на 2026 год.